# Oncostemum pentagonum
Oncostemum pentagonum är en viveväxtart som beskrevs av Joseph Marie Henry Alfred Perrier de la Bâthie. Oncostemum pentagonum ingår i släktet Oncostemum och familjen viveväxter. Inga underarter finns listade i Catalogue of Life.